# Jarosław Bratkiewicz
Jarosław Tadeusz Bratkiewicz (ur. 3 grudnia 1955 w Warszawie) – polski politolog i dyplomata, rosjoznawca, w latach 1997–2001 ambasador RP na Łotwie.

## Życiorys
Ukończył studia w Moskiewskim Państwowym Instytucie Stosunków Międzynarodowych (1980). W 1986 doktoryzował się na Wydziale Dziennikarstwa i Nauk Politycznych Uniwersytetu Warszawskiego (według innego źródła w PAN). W 1994 uzyskał stopień doktora habilitowanego nauk humanistycznych w zakresie nauk o polityce na Wydziale Dziennikarstwa i Nauk Politycznych Uniwersytetu Warszawskiego na podstawie rozprawy zatytułowanej Tradycjonalizm. Kolektywizm. Despotyzm.
W czasie studiów działał w Socjalistycznym Związku Studentów Polskich oraz Towarzystwie Przyjaźni Polsko-Radzieckiej. Od 1980 do 1982 pracował w Związku Młodzieży Socjalistycznej. Należał do Polskiej Zjednoczonej Partii Robotniczej. W latach 80. działał w NSZZ „Solidarność” i wydawnictwie Krąg (1986–1989). Był pracownikiem naukowym Polskiej Akademii Nauk – początkowo w Instytucie Krajów Socjalistycznych PAN, później w Zakładzie Krajów Pozaeuropejskich (1982–1991). Od 1991 do 1992 pracował jako specjalista w Biurze Bezpieczeństwa Narodowego. W 1992 został zatrudniony w Ministerstwie Spraw Zagranicznych. W 1997 objął urząd ambasadora RP w Republice Łotewskiej (sprawował go do 2001). Po powrocie do kraju był m.in. wicedyrektorem Departamentu Strategii i Planowania Polityki Zagranicznej, dyrektorem Departamentu Wschodniego MSZ (od grudnia 2007) i dyrektorem politycznym MSZ (od listopada 2010 do 2015). W 2008 napisał wewnątrzministerialną analizę, która według Witolda Waszczykowskiego miała być podstawą prorosyjskiego zwrotu w polskiej polityce zagranicznej. 1 października 2021 zakończył pracę w MSZ.
Był też nauczycielem akademickim w Prywatnej Wyższej Szkole Nauk Społecznych, Komputerowych i Medycznych w Warszawie oraz w Katedrze Europeistyki Wydziału Prawa i Administracji Uniwersytet Kardynała Stefana Wyszyńskiego w Warszawie.
Mówi w języku angielskim i rosyjskim. Jest badaczem i znawcą problematyki rosyjskiej, ze szczególnym uwzględnieniem nacjonalizmu i modernizacji po 1991. W latach 80. i 90. publikował prace z dziedziny rosjoznawstwa. 

## Życie prywatne
Żonaty z Łotyszką, ma córkę.

## Odznaczenia
- Krzyż Oficerski Orderu Odrodzenia Polski „za wybitne zasługi w służbie zagranicznej, za osiągnięcia w podejmowanej z pożytkiem dla kraju pracy zawodowej i działalności dyplomatycznej” (2011)[12][13]
- Krzyż Komandorski Orderu Trzech Gwiazd, Łotwa (2002)[14]

## Publikacje
Publikacje książkowe
- Współczesny stan badań nad „azjatycką” formacją społeczną, Zakład Krajów Pozaeuropejskich PAN, Wrocław: Zakład Narodowy im. Ossolińskich, 1988, ISBN 83-04-02874-3.
- Teoria przedkapitalistycznej formacji społecznej w kulturach orientalnych : interpretacja badań i polemik, Wrocław: Zakład Narodowy im. Ossolińskich, 1989, ISBN 83-04-03005-5.
- Wielkoruski szowinizm: w świetle teorii kontynuacji (wyd. drugie, poprawione i poszerzone), Warszawa: Instytut Studiów Politycznych PAN, 1991, ISBN 83-85479-06-6.
- Tradycjonalizm, kolektywizm, despotyzm : kontynuacyjne ujęcie ewolucji historyczno-politycznej (ze szczególnym uwzględnieniem Rosji), Warszawa: Instytut Studiów Politycznych PAN, 1991, ISBN 83-85479-01-5.
- Rosyjscy nacjonaliści w latach 1992–1996: od detradycjonalizacji do retradycjonalizacji, Warszawa: Instytut Studiów Politycznych PAN, 1998, ISBN 83-86759-25-9.
- Zapętlenia modernizacji: szkice o samopostrzeganiu i autoidentyfikacji w interakcjach tradycji i nowoczesności: (przypadek Rosji i nie tylko), Warszawa: Instytut Studiów Politycznych PAN, 2007, ISBN 978-83-60580-07-3.
- Eurazjatyzm na wspak : polscy tradycjonaliści przeglądają się w zwierciadle Eurazji i udają, że to nie oni, Kraków: Universitas, 2021, ISBN 978-83-242-3683-1.

Tłumaczenia
- Richard Pipes: Rosja carów. Jarosław Bratkiewicz (tłum.), Paweł Wieczorkiewicz (uzup.). Warszawa: Krąg, 1990, s. 327. OCLC 749306982.